# Golfclub Martensplek
Golfclub Martensplek is een Nederlandse golfclub in Tiendeveen in de provincie Drenthe.
De golfclub is op 5 juni 1991 opgericht en de baan is in 1992 in gebruik genomen. Oprichter was de agrariër Jan Geerts, die uit onvrede over de toegenomen wet- en regelgeving besloot om zijn boerenbedrijf te beëindigen en zijn landbouwgrond om te vormen tot een golfbaan.
Rondom de golfbaan ligt natuurgebied Mantingerveld. Op het terrein staan een hotel en restaurant.